# Шапин, Евгений Петрович
Евгений Петрович Шапин (13 августа 1946) — советский, российский оперный певец (тенор), актёр. Солист Ленинградского театра оперетты, Ленинградского государственного академического театра оперы и балета им. С. М. Кирова, Государственного академического Большого театра СССР (ГАБТ), Государственной оперы на Унтер-ден-Линден (Staatsoper Unter den Linden).

## Биография
Родился 13 августа 1946 года в хуторе Грызлы Озинского района Саратовской области. После окончания школы в 1964 году поступил в Саратовский медицинский институт. Во время учёбы работал в Саратовской филармонии солистом-вокалистом в театре «Микро» под руководством Льва Горелика.
В 1968 году поступил в ЛГИТМиК сразу на второй курс, на отделение музыкальной комедии (класс Гриншпуна И. А.).
Много работал на Ленинградском телевидении, снимался в передачах «Вечерний Ленинград», «Утренняя прогулка», музыкальных спектаклях и концертных программах.
В 1971 году — солист Ленинградского театра музыкальной комедии. В этом же году был приглашен в оперную студию Ленинградской консерватории имени Н. А. Римского — Корсакова для исполнения партии Пикилло в оперетте Жака Оффенбаха «Перикола».
С 1972 года — солист стажерской труппы Ленинградского государственного театра оперы и балета им. Кирова, где исполнил партии Фауста в опере Шарля Гуно «Фауст», Собинина в опере М. И. Глинки «Жизнь за царя» («Иван Сусанин»). Исполненная Евгением Шапиным ария Собинина «Братцы в метель» считается эталонной.
Был первым исполнителем партии Меньшикова в опере А. П. Петрова «Петр Первый», Марсиаля в опере Владислава Успенского «Интервенция».
С 1972 по 1974 год — служба в Ансамбле песни и пляски Ленинградского военного округа.
В 1975 году стал лауреатом международного конкурса молодых вокалистов в Рио-де-Жанейро.
В 1976 году был принят в труппу Государственного академического Большого театра СССР. С 1976 года по 1992 год — солист оперы ГАБТ, где исполнил партии Ленского в опере П. И. Чайковского «Евгений Онегин», Собинина в опере М. И. Глинки «Жизнь за Царя» («Иван Сусанин»), Герцога — «Риголетто» (Дж. Верди), Дон Жуана — «Каменный гость» (А. С. Даргомыжский), Альмавивы — «Севильский цирюльник» (Дж. Россини), Лыкова — «Царская невеста» (Н. А. Римский — Корсаков), Берендея — «Снегурочка» (Н. А. Римский — Корсаков), Индийского гостя — «Садко» (Н. А. Римский — Корсаков), Антонио — «Обручение в монастыре» (С. С. Прокофьев), Курагина — «Война и мир» (С. С. Прокофьев), Рыбака и молодого артиста — «Октябрь» (В. И. Мурадели), Владимира Игоревича — «Князь Игорь» (А. П. Бородин) и др. Выступал на лучших сценах мира, таких как Государственная опера на Унтер-ден-Линден (Staatsoper Unter den Linden), Берлинский драматический театр (Schauspielhaus Berlin), Театр Шатле́ (Théâtre du Châtelet), Ройал Фестивал Холл (Royal Festival Hall), Пражская государственная опера (Státní opera Praha) и др. В репертуаре Евгения Шапина более 30 ведущих партий, многие были исполнены на языке оригинала.
Много гастролировал за рубежом.
С 1980 по 1988 год — солист Берлинской Государственной оперы, где исполнил партии Герцога в опере «Риголетто», Дон Карлоса в опере «Дон Карлос», Ленского в опере «Евгений Онегин», Принца в опере «Золушка», Альмавивы в опере «Севильский цирюльник», Певца в опере «Кавалер Роз», Каварадосси в опере «Тоска». Много снимался на немецком телевидении в таких передачах, как «Musik Drin», «Ein Kessel Buntes», «Тео Адам представляет».
Исполнитель циклов Р. Шумана «Любовь поэта», романсов П. И. Чайковского и С. В. Рахманинова, сольных концертных программ романсов, русских народных песен, арий из опер, ораторий, кантат.
Входил в состав жюри Международных конкурсов молодых вокалистов, в частности в Нинбо (Китай), конкурса им. Ф. И. Шаляпина «Голоса над Плесом».
В 1988 году Шапин попал в автомобильную аварию, вследствие чего пришлось закончить карьеру певца. В 1992 году — открыл собственный бизнес, а в 2004 году в Щелково создал фабрику по производству музыкальных инструментов.
В настоящее время живёт и работает в Москве. Президент Медиа Холдинга «Медиаглобус», занимающегося цифровым телевидением.

## Личная жизнь
Женат, имеет двух детей. Сын — Шапин Евгений Евгеньевич. Дочь — Шапина Екатерина Евгеньевна.

## Дискография
- 1982 — «Война и мир». Опера С. Прокофьев (Курагин).
- 1981 — «Царская невеста». Опера Н. Римского-Корсакова (Иван Лыков).
- 1986 — «Иван Сусанин». Опера М. Глинки (Собинин).
- 2005 — «Концерт для голоса».
- 2013 — «Поет Евгений Шапин» из цикла «Звезды мировой оперы».

## Фильмы
- 1971 — «Левша». Главная роль — Левша. Спектакль Ленинградского телевидение.
- 1971 — «Мадмуазель Нитуш» (Шамплатро). Спектакль Ленинградского телевидения.
- 1972 — «Табачный капитан». Главная роль — Иван. Ленфильм.
- 1974 — «Мелодии классических оперетт». Фильм Ленинградского телевидения.
- 1979 — «Иван Сусанин». (Собинин). Премьерный спектакль ГАБТ. Дирижёр — Марк Эрмлер. Центральное телевидения.
- 1983 — «Царская невеста». (Лыков). Спектакль ГАБТ. Дирижёр — Юрий Симонов. Центральное телевидение.
- 1986 — «Поет солист Большого театра Евгений Шапин». Фильм Ленинградского телевидения.

## Награды и премии
- Лауреат международного конкурса вокалистов в Рио-де-Жанейро (1975)
- премия Ленинского комсомола (1983) — за высокое исполнительское мастерство